# Biathlon-Weltcup 1984/85
In der Saison 1984/85 wurde der Biathlon-Weltcup zum 8. Mal ausgetragen. Die Wettkampfserie bestand aus fünf Einzel-, fünf Sprint und drei Staffelrennen für Männer und wurde an fünf Veranstaltungsorten ausgetragen. Neben den fünf Weltcupveranstaltungen in Minsk, Oberhof, Antholz, Lahti und Oslo fanden die Weltmeisterschaften für die Männer im deutschen Ruhpolding und für die Frauen im schweizerischen Egg am Etzel statt, die Ergebnisse gingen jedoch nicht in die Weltcup-Wertung ein.
In dieser Saison wurde ein neues Punktesystem eingeführt, bei dem die ersten drei Plätze mehr Punkte erhielten.
Den Gesamtweltcup bei den Männern gewann Frank-Peter Roetsch vor Juri Kaschkarow und Peter Angerer.

## Resultate
| 1. Weltcup in Minsk, 10. bis 13. Januar 1985 | 1. Weltcup in Minsk, 10. bis 13. Januar 1985 | 1. Weltcup in Minsk, 10. bis 13. Januar 1985                               | 1. Weltcup in Minsk, 10. bis 13. Januar 1985         | 1. Weltcup in Minsk, 10. bis 13. Januar 1985                                         |
| -------------------------------------------- | -------------------------------------------- | -------------------------------------------------------------------------- | ---------------------------------------------------- | ------------------------------------------------------------------------------------ |
| Datum                                        | Disziplin                                    | Erster Platz                                                               | Zweiter Platz                                        | Dritter Platz                                                                        |
| 10. Januar 1985 (Do.)                        | Einzel (20 km)                               | Andrei Senkow                                                              | Juri Kaschkarow                                      | Pjotr Miloradow                                                                      |
| 12. Januar 1985 (Sa.)                        | Sprint (10 km)                               | Juri Kaschkarow                                                            | Algimantas Šalna                                     | Kjell Søbak                                                                          |
| 13. Januar 1985 (So.)                        | Staffel (4 × 7,5 km)                         | SowjetunionPjotr Miloradow Algimantas Šalna Juri Kaschkarow Sergei Bulygin | NorwegenTerje Krokstad Rognstad Kjell Søbak Tomassen | Deutsche Demokratische RepublikGerald Rauch Karsten Langhelm Steffen Hauswald Scharf |

| 2. Weltcup in Oberhof, 17. bis 20. Januar 1985 | 2. Weltcup in Oberhof, 17. bis 20. Januar 1985 | 2. Weltcup in Oberhof, 17. bis 20. Januar 1985                      | 2. Weltcup in Oberhof, 17. bis 20. Januar 1985                           | 2. Weltcup in Oberhof, 17. bis 20. Januar 1985                   |
| ---------------------------------------------- | ---------------------------------------------- | ------------------------------------------------------------------- | ------------------------------------------------------------------------ | ---------------------------------------------------------------- |
| Datum                                          | Disziplin                                      | Erster Platz                                                        | Zweiter Platz                                                            | Dritter Platz                                                    |
| 17. Januar 1985 (Do.)                          | Einzel (20 km)                                 | Peter Angerer                                                       | Frank-Peter Roetsch                                                      | Andrei Senkow                                                    |
| 19. Januar 1985 (Sa.)                          | Sprint (10 km)                                 | Frank-Peter Roetsch                                                 | Alfred Eder                                                              | Matthias Jacob                                                   |
| 20. Januar 1985 (So.)                          | Staffel (4 × 7,5 km)                           | DDR 1Jürgen Wirth André Sehmisch Matthias Jacob Frank-Peter Roetsch | SowjetunionDmitri Wassiljew Juri Kaschkarow Andrei Senkow Sergei Bulygin | DDR 3Gerald Rauch Karsten Langhelm Steffen Hauswald Lutz Triebel |

| 3. Weltcup in Antholz, 24. bis 27. Januar 1985 | 3. Weltcup in Antholz, 24. bis 27. Januar 1985 | 3. Weltcup in Antholz, 24. bis 27. Januar 1985                           | 3. Weltcup in Antholz, 24. bis 27. Januar 1985                                                  | 3. Weltcup in Antholz, 24. bis 27. Januar 1985                              |
| ---------------------------------------------- | ---------------------------------------------- | ------------------------------------------------------------------------ | ----------------------------------------------------------------------------------------------- | --------------------------------------------------------------------------- |
| Datum                                          | Disziplin                                      | Erster Platz                                                             | Zweiter Platz                                                                                   | Dritter Platz                                                               |
| 24. Januar 1985 (Do.)                          | Einzel (20 km)                                 | Frank-Peter Roetsch                                                      | Alfred Eder                                                                                     | Herbert Fritzenwenger                                                       |
| 26. Januar 1985 (Sa.)                          | Sprint (20 km)                                 | Alfred Eder                                                              | Peter Angerer                                                                                   | Sergei Bulygin                                                              |
| 27. Januar 1985 (So.)                          | Staffel (4 × 7,5 km)                           | SowjetunionSergei Bulygin Algimantas Šalna Juri Kaschkarow Andrei Senkow | Deutsche Demokratische RepublikAndré Sehmisch Matthias Jacob Frank-Peter Roetsch Andreas Göthel | BR DeutschlandHerbert Fritzenwenger Stefan Höck Peter Angerer Fritz Fischer |

| 4. Weltcup in Lahti, 1. bis 3. März 1985 | 4. Weltcup in Lahti, 1. bis 3. März 1985 | 4. Weltcup in Lahti, 1. bis 3. März 1985 | 4. Weltcup in Lahti, 1. bis 3. März 1985 | 4. Weltcup in Lahti, 1. bis 3. März 1985 |
| ---------------------------------------- | ---------------------------------------- | ---------------------------------------- | ---------------------------------------- | ---------------------------------------- |
| Datum                                    | Disziplin                                | Erster Platz                             | Zweiter Platz                            | Dritter Platz                            |
| 1. März 1985 (Fr.)                       | Einzel (20 km)                           | Sergei Antonow                           | Frank-Peter Roetsch                      | Juha Tella                               |
| 3. März 1985 (So.)                       | Sprint (10 km)                           | Frank-Peter Roetsch                      | Juri Kaschkarow                          | André Sehmisch                           |

| 5. Weltcup in Oslo, 7. bis 9. März 1985 | 5. Weltcup in Oslo, 7. bis 9. März 1985 | 5. Weltcup in Oslo, 7. bis 9. März 1985 | 5. Weltcup in Oslo, 7. bis 9. März 1985 | 5. Weltcup in Oslo, 7. bis 9. März 1985 |
| --------------------------------------- | --------------------------------------- | --------------------------------------- | --------------------------------------- | --------------------------------------- |
| Datum                                   | Disziplin                               | Erster Platz                            | Zweiter Platz                           | Dritter Platz                           |
| 7. März 1985 (Do.)                      | Einzel (20 km)                          | Peter Angerer                           | André Sehmisch                          | Frank-Peter Roetsch                     |
| 9. März 1985 (Sa.)                      | Sprint (10 km)                          | Frank-Peter Roetsch                     | Sergei Antonow                          | Alfred Eder                             |

### Weltcupstand
| Rang | Name                  | Punkte |
| ---- | --------------------- | ------ |
| 01   | Frank-Peter Roetsch   | 172    |
| 02   | Juri Kaschkarow       | 141    |
| 03   | Peter Angerer         | 140    |
| 04   | Alfred Eder           | 138    |
| 05   | Andrei Senkow         | 130    |
| 06   | André Sehmisch        | 129    |
| 07   | Eirik Kvalfoss        | 108    |
| 08   | Ralf Göthel           | 99     |
| 09   | Jürgen Wirth          | 93     |
| 10   | Sergei Antonow        | 90     |
| 11   | Dmitri Wassiljew      | 90     |
| 12   | Herbert Fritzenwenger | 81     |
| 13   | Wladimir Welitschkow  | 76     |
| 14   | Franz Schuler         | 72     |
| 15   | Algimantas Šalna      | 72     |
| 16   | Andreas Zingerle      | 69     |
| 17   | Sergei Bulygin        | 68     |
| 18   | Francis Mougel        | 64     |
| 19   | Øivind Nerhagen       | 63     |
| 20   | Matthias Jacob        | 59     |
| 21   | Kjell Søbak           | 56     |
| 22   | Tapio Piipponen       | 55     |
| 23   | Juha Tella            | 47     |
| 24   | Gisle Fenne           | 46     |
| 25   | Johnny Rognstad       | 45     |
| 26   | Pjotr Miloradow       | 44     |
| 27   | Johann Passler        | 40     |
| 28   | Christian Poirot      | 40     |
| 29   | Walter Pichler        | 37     |
| 30   | Jan Matouš            | 36     |

| Rang | Name                    | Punkte |
| ---- | ----------------------- | ------ |
| 31   | Sergei Idinow           | 34     |
| 32   | Even Tudeberg           | 33     |
| 33   | Fritz Fischer           | 31     |
| 34   | Gottlieb Taschler       | 30     |
| 35   | Ernst Reiter            | 30     |
| 36   | Siegfried Dockner       | 28     |
| 37   | Terje Krokstad          | 26     |
| 38   | Dominique Epp           | 23     |
| 39   | Beat Meier              | 20     |
| 40   | Ronnie Adolfsson        | 19     |
| 41   | Eric Claudon            | 19     |
| 42   | Jean-Paul Giachino      | 18     |
| 43   | Karsten Langhelm        | 17     |
| 44   | Leif Andersson          | 16     |
| 45   | Werner Kiem             | 16     |
| 46   | Tommy Hoglund           | 13     |
| 47   | Holger Wick             | 12     |
| 48   | Steffen Hauswald        | 12     |
| 49   | Stefan Höck             | 12     |
| 50   | Trevor King             | 11     |
| 51   | Anton Lengauer-Stockner | 10     |
| 52   | Toivo Mäkikyrö          | 7      |
| 53   | Harri Eloranta          | 7      |
| 54   | Rolf Storsveen          | 7      |
| 55   | Christian Dumont        | 6      |
| 56   | Eduard Zingerle         | 6      |
| 57   | Goerg Fischer           | 5      |
| 58   | Risto Punkka            | 5      |
| 59   | Vladimír Pospíchal      | 5      |
| 60   | Ilkka Mäkitalo          | 5      |

| Rang | Name                | Punkte |
| ---- | ------------------- | ------ |
| 61   | Walter Hörl         | 4      |
| 62   | Geir Einang         | 3      |
| 63   | Pieralberto Carrara | 2      |
| 64   | Imre Lestyan        | 1      |